# Robby Steinhardt
Robert Eugene Steinhardt (Chicago, 25 de mayo de 1950-Tampa, Florida, 17 de julio de 2021) fue un cantante y violinista de rock más conocido como músico de la banda estadounidense de rock progresivo Kansas, con el cual colaboró como co-vocalista líder y presentador junto con el teclista Steve Walsh de 1973 a 1982 y 1997 a 2006. Steinhardt y Walsh son los únicos integrantes originales de este grupo que no son originarios de Topeka, Kansas, EE. UU.

## Primeros años
Robby creció en la comunidad de Lawrence, Kansas y fue el hijo adoptado de Milton Steinhardt, director de historia musical de la Universidad de Kansas. Tomó lecciones de violín a los ocho años. Cuando su familia viajó a Europa, el joven Steinhardt tocó con algunas orquestas europeas. Robby asistió al Bachillerato Lawrence y fue el concertino durante sus años de preparatoria. Mencionó en varias ocasiones que el unirse a una banda de rock le llevó a desarrollar malos hábitos de ejecución musical, siendo una de ellas la postura del violín a un lado de su cabeza para poder oír mejor su ejecución, debido al ruido que emiten los amplificadores de guitarra.

## Trabajo con Kansas
El sonido de violín de Steinhardt y su interacción con la guitarra y los teclados, ayudó a definir el sonido característico de Kansas. Su voz proporcionan un contraste con el alto tenor del vocalista Steve Walsh. Los dos cantaron en armonía, siendo Steinhardt la voz secundaria.
Steinhardt se integró a un reformado White Clover en 1972, banda que en 1974 adoptó el nombre de Kansas.  En 1983, Robby no se presentó a la grabación del álbum Drastic Measures.  Él dejó la banda después de la gira de Vinyl Confessions de 1982 por motivos personales. Después de abandonar Kansas, el formó la banda Steinhardt-Moon y fue miembro de Stormbringer Band de 1990 a 1996, con la que grabó dos álbumes durante su estadía en dicha banda. También contribuyó a un álbum de tributo a Jethro Tull, titulado To Cry You a Song: A Collection of Tull Tales, publicado en 1996.
En 1997 Steinhardt regresó a Kansas y realizaron aproximadamente 100 presentaciones por año. A principios de 2006, Robby abandonó de nuevo la banda debido a problemas con los demás miembros. Steinhardt contribuyó como presentador en los conciertos junto a su compañero Kerry Livgren. Steinhardt fue reemplazado por el violinista David Ragsdale y hasta el momento este último continúa con Kansas.

## Muerte
Steinhardt falleció el 17 de julio de 2021 a los 71 años a causa de complicaciones de una pancreatitis aguda. En el momento de su muerte, se encontraba trabajando en un álbum solista.

## Discografía

### Kansas

#### Álbumes de estudio
- Kansas - 1974
- Song for America - 1975
- Masque - 1975
- Leftoverture - 1976
- Point of Know Return - 1977
- Monolith - 1979
- Audio-Visions - 1980
- Vinyl Confessions - 1982
- Always Never the Same - 1998
- Somewhere to Elsewhere - 2000

#### Álbumes en vivo
- Two for the Show - 1978
- Device, Voice, Drum - 2002

#### Álbumes recopilatorios
- The Best of Kansas - 1984
- Carry On - 1992
- The Kansas Boxed Set - 1994
- The Ultimate Kansas - 2002
- Sail On: The 30th Anniversary Collection - 2004
- Playlist: The Very Best of Kansas - 2009

### Colaboraciones
- To Cry You a Song: A Collection of Tull Tales - 1996